# エヒディオ・アレバロ・リオス
エヒディオ・ラウール・アレバロ・リオス（Egídio Raúl Arévalo Ríos、1982年1月1日 - ）は、ウルグアイ・パイサンドゥー出身の元同国代表サッカー選手。現役時代のポジションはミッドフィールダー。

## 経歴
ペニャロールやモンテレイでの活躍がオスカル・タバレス監督の目に留まり、ウルグアイ代表に選出。ベネズエラ代表とのフレンドリーマッチにて代表初キャップを記録した。
2010 FIFAワールドカップに出場。スターティングメンバーとしてチームに貢献した。

## 代表歴

### 出場大会
- ウルグアイ代表
  - 2010 FIFAワールドカップ
  - 2014 FIFAワールドカップ

### 試合数
- 国際Aマッチ 90試合 0得点（2006年-2017年）[1]

| ウルグアイ代表 | 国際Aマッチ | 国際Aマッチ |
| 年             | 出場        | 得点        |
| -------------- | ----------- | ----------- |
| 2006           | 1           | 0           |
| 2007           | 3           | 0           |
| 2008           | 0           | 0           |
| 2009           | 0           | 0           |
| 2010           | 11          | 0           |
| 2011           | 15          | 0           |
| 2012           | 9           | 0           |
| 2013           | 13          | 0           |
| 2014           | 13          | 0           |
| 2015           | 10          | 0           |
| 2016           | 12          | 0           |
| 2017           | 3           | 0           |
| 通算           | 90          | 0           |